# 천둥소리 (1987년 드라마)
《천둥소리》는 1987년 6월 23일부터 6월 25일까지 MBC에서 방영된 3부작 6.25 특집드라마이다. 김주영의 소설 《천둥소리》를 원작으로 하여 제작했다.
양반 가문 출신인 과부 며느리가 광복 이후부터 6.25 전쟁 사이에 좌우익 진영으로 갈라진 세 남자를 목격하면서 변화하는 인생사를 통해 민족 분단의 아픔, 인간애와 이데올로기의 갈등 등을 끈끈하게 묘사했으며 의도적으로 목적성을 드러내지 않으면서도 특집극의 의미를 살렸다. 대한민국의 텔레비전 드라마 역사상 처음으로 동시 녹음을 사용했으며 1987년에 열린 제14회 한국방송대상 시상식에서 TV연출상, 촬영상을 수상했다.

## 출연진
- 권재희 : 길녀 역
- 조형기 : 점개 역
- 이정길 : 병조 역
- 김무생
- 김수미
- 김인태
- 정혜선
- 한규희
- 문회원
- 전운
- 김명희
- 김동주
- 차재홍
- 박종관
- 박윤배
- 문미봉
- 김기현
- 정한헌
- 사상기
- 이창환
- 김대환
- 김애라
- 남영진